# Irguiz
La rivière Bolchoï Irguiz (en russe : Большой Ирги́з, « Grand Irguiz ») ou Irguiz (Ирги́з) est une rivière de Russie, qui arrose les oblasts de Samara et de Saratov. La rivière est un affluent de la rive gauche de la Volga.

## Géographie
Elle est longue de 675 km et draine un bassin versant de 24 000 km2. L'Irguiz prend sa source à Obchtchy Syrt et se jette dans le réservoir de Volgograd, sur le cours de la Volga, en aval de Balakovo, près de Volsk.